# دابلیو. وی. دی. هاج

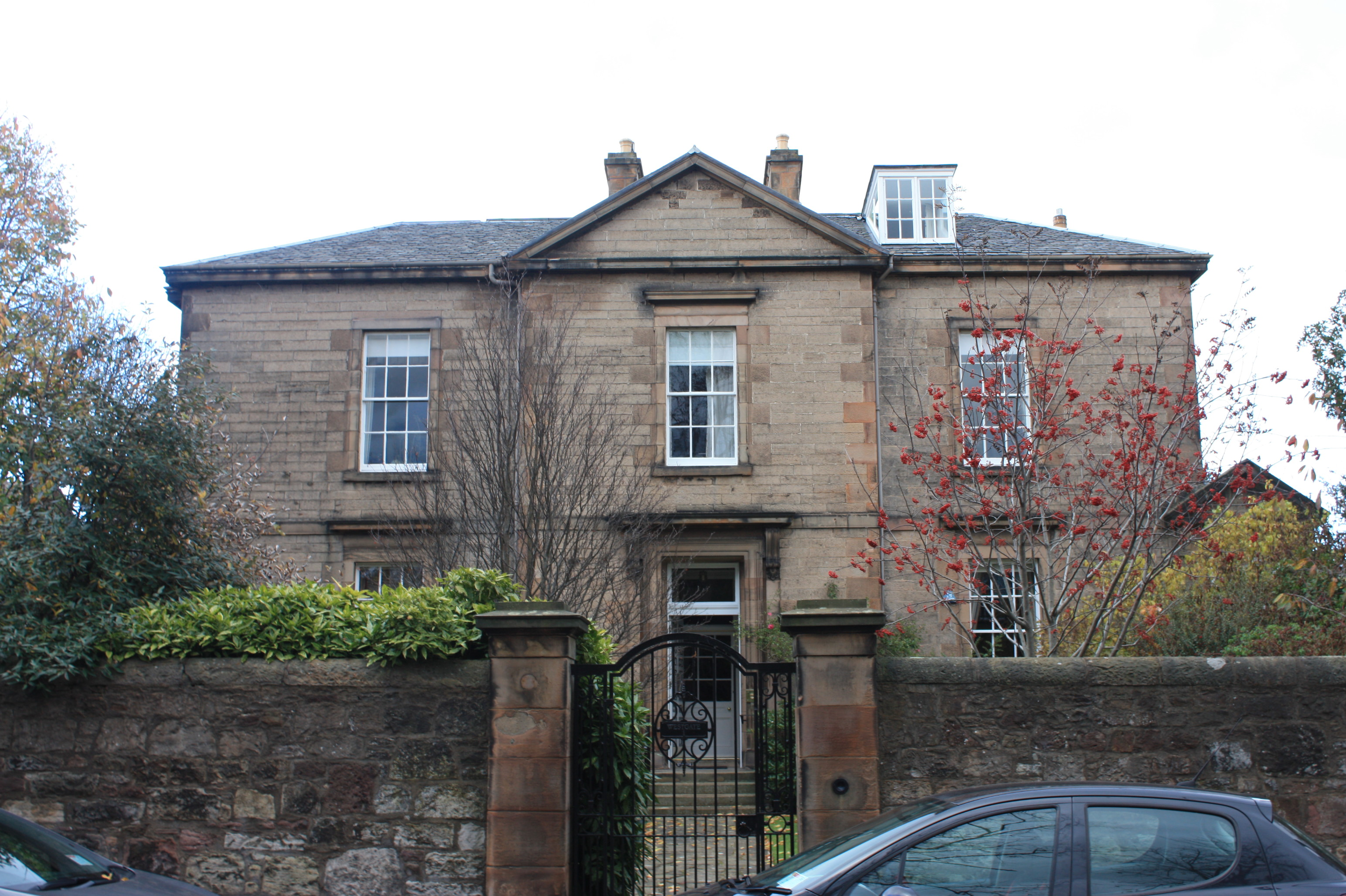
خانه هاج در 1 Church Hill Place ، ادینبورگ

دابلیو. وی. دی. هاج (انگلیسی: W. V. D. Hodge؛ زادهٔ ۱۷ ژوئن ۱۹۰۳ – درگذشتهٔ ۷ ژوئیهٔ ۱۹۷۵) ریاضی‌دان و به ویژه هندسه‌دان اهل بریتانیا بود.
وی برندهٔ جوایزی همچون مدال پادشاهی، همکار انجمن سلطنتی و مدال کاپلی شده‌است.

## زندگی و حرفه
او در سال ۱۹۰۳ در ادینبورگ، پسر آرچیبالد جیمز هاج، جستجوگر اسناد عمومی و همسرش جین والانس به دنیا آمد. آنها در محله  1 Church Hill Place ، در منطقه Morningside زندگی می کردند.
او در کالج جورج واتسون تحصیل کرد و در دانشگاه ادینبورگ تحصیل کرد و در سال ۱۹۲۳ فارغ التحصیل کارشناسی ارشد شد. سپس  با کمک ئی. تی. ویتیکر که پسرش جی.ام. ویتیکر یک دوست دانشگاهی بود ، در آزمون ریاضی کمبریج  شرکت کرد . در کمبریج تحت تأثیر هندسه‌دان اچ. اف. بیکر قرار گرفت . او دومین مدرک کارشناسی ارشد را در سال ۱۹۲۵ دریافت کرد.
در سال ۱۹۲۶ او در دانشگاه بریستول سمت تدریس گرفت و کار بر روی رابط بین مکتب هندسه جبری ایتالیایی، به ویژه مسائل مطرح شده توسط فرانچسکو سوری، و روش های توپولوژیکی سالمن لفشتس را آغاز کرد. این باعث شهرت او شد ، اما منجر به شک و تردیدهای اولیه از طرف لفشتس شد. طبق خاطرات عطیه، لفشچتس و هاج در سال ۱۹۳۱ در اتاق مکس نیومن در کمبریج جلسه ای داشتند تا سعی کنند مسائل را حل کنند. در پایان لفشتس متقاعد شد. در سال ۱۹۲۸ او به عنوان عضو انجمن سلطنتی ادینبورگ انتخاب شد. پیشنهاد دهندگان او سر ادموند تیلور ویتاکر ، رالف آلن سمپسون، چارلز گلوور بارکلا و سر چارلز گالتون داروین بودند. او در دوره ۱۹۶۴ تا ۱۹۶۸ جایزه انجمن تیراندازی ویکتوریا جوبیلی را دریافت کرد.
در سال ۱۹۳۰ به هاج کمک هزینه پژوهشی در کالج سنت جان، کمبریج اعطا شد. او سال ۱۹۳۱–۱۹۳۲ را در دانشگاه پرینستون، جایی که لفشتس در آنجا بود، گذراند و همچنین از اسکار زاریسکی در دانشگاه جان هاپکینز دیدن کرد. در این زمان او همچنین در حال یکسان کردن قضیه د. رام  و تعریف عملیات ستاره هاج بود. این به او اجازه می دهد تا فرم های هارمونیک را تعریف کند و بنابراین نظریه د. رام را اصلاح کند.
در بازگشت به کمبریج، در سال ۱۹۳۳ به او پیشنهاد شد که یک مقام تدرس در دانشگاه داشته باشد. او پروفسورای لاندین  نجوم و هندسه در کمبریج شد، سمتی که از سال ۱۹۳۶ تا ۱۹۷۰ در اختیار داشت. او اولین رئیس دی.پی.ام.ام.اس بود.
او از سال ۱۹۵۸ تا ۱۹۷۰ استاد کالج پمبروک، کمبریج و از سال ۱۹۵۹ تا ۱۹۶۵ نایب رئیس انجمن سلطنتی بود. او در سال ۱۹۵۹ شوالیه شد . از جمله افتخارات دیگر او جایزه آدامز در سال ۱۹۳۷ و مدال کاپلی را از انجمن سلطنتی در سال ۱۹۷۴ دریافت کرد . او در ۷ ژوئیه ۱۹۷۵ در کمبریج درگذشت.